# 663 до н. е.

## Події
- Ассирійський цар Ашшурбаніпал здійснює похід проти Еламу.

### Китай
- 31-й рік ери правління луського князя Чжуан-гуна[1].
- Племена шаньжунів напали на Янь, яньский правитель попросив допомоги у Ці. Князь Ці Хуань-гун напав на шаньжунів[2]. Він пішов у похід на державу Лічжи (Лінчжи), але зупинився в Гучжу[3] (згідно з «Чуньцю», «Цзо чжуань» і розд.34 «Ши-цзі», похід розпочався зимою 664 року.[4]).
- Янський Чжуан-гун, проводжаючи цінського Хуань-гуна, заїхав на територію Ці. Хуань-гун заявив, що за етикетом князі не повинні залишати своїх земель для проводів, і подарував смугу земель Янь (раніше захоплені міста Чайфу і Фейгоу). Гуань Чжун зажадав від янського князя «відновити політику Шао-гуна»[5].
- Навесні лусці побудували вежу в Лан[6].
- У 4-му місяці помер князь Се (сеський бо), тоді ж у Се побудували вежу[7].
- Цінський князь, розбивщи жунів, у 6-му місяці прибув до Лу і подарував Лу частину жунських полонених і трофеїв[8].
- Восени побудовано вежу в місцевості Цінь (у Ці)[9].
- Взимку в Лу не було дощів[10].
- До двору цінського Чен-гуна прибули лянський бо и жуйський бо[11].
- Володар Го бачив сон, який передвіщав скоре завоювання його князівства цзіньця. Історіограф Інь розтлумачив сон, але його за це посадили у в'язницю. Взнавши про це, Чжоу Чжи-цяо зі своїм родом поїхав у Цзінь (епізод 92 «Го юй»)[12].